# 16012 Джемірубін
16012 Джемірубін (16012 Jamierubin) — астероїд головного поясу, відкритий 10 лютого 1999 року.
Тіссеранів параметр щодо Юпітера — 3,494.